# San Gabriel (Oaxaca)
San Gabriel es una comunidad en el Municipio de Matías Romero Avendaño en el estado de Oaxaca. San Gabriel está a 60 metros de altitud. 

## Geografía
Está ubicada a 17° 10' 48.36" latitud norte y 95° 1' 51.96" longitud oeste.

## Población
Según el censo de población de INEGI del 2010: la comunidad cuenta con una población total de 253 habitantes, de los cuales 130 son mujeres y 123 son hombres. Del total de la población 8 personas hablan alguna lengua indígena.

## Ocupación
El total de la población económicamente activa es de 78 habitantes, de los cuales 67 son hombres y 11 son mujeres.